# Партиљијано (Лука)
Партиљијано је насеље у Италији у округу Лука, региону Тоскана.
Према процени из 2011. у насељу је живело 206 становника. Насеље се налази на надморској висини од 284 м.